# Série noire (Buchreihe)

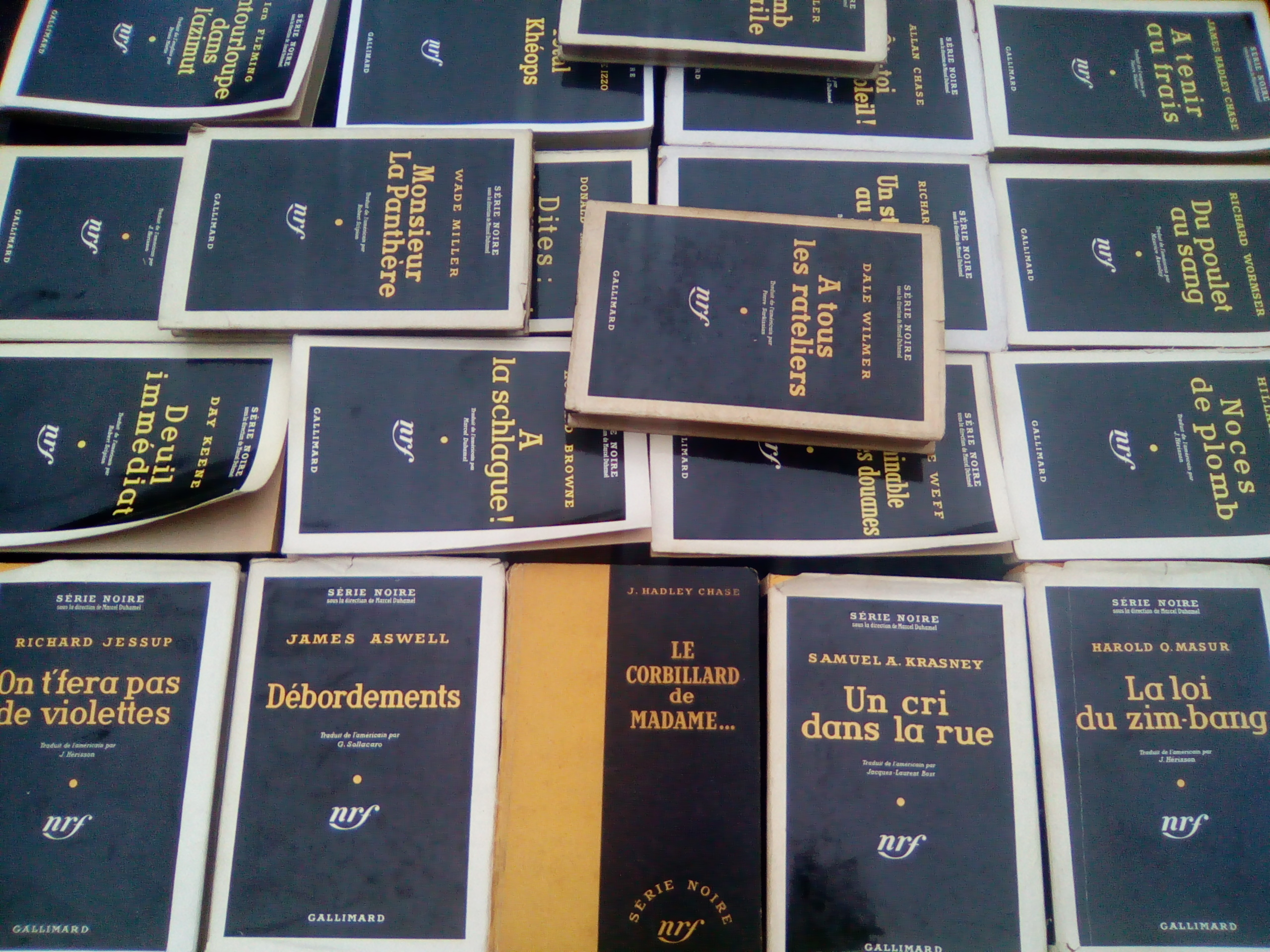
Bücher aus der Série noire am Stand eines Antiquariats

Die Série noire („schwarze Reihe“) ist eine von Marcel Duhamel nach dem Zweiten Weltkrieg im Gallimard-Verlag gegründete französische Reihe von Kriminalromanen amerikanischer Herkunft, die zumeist dem Genre des Thrillers zuzuordnen sind. In dieser sehr erfolgreichen Reihe wurden – neben Übersetzungen der großen amerikanischen hardboiled-detective novels von Autoren wie Raymond Chandler und Dashiell Hammett – zunehmend französische Produktionen publiziert. 
Die Rezeption der amerikanischen Gattung war somit entscheidend für die rasante Entwicklung des Roman noir in Frankreich. Einige wichtige französische Autoren der Anfangsphase des literarischen Genres sind Léo Malet, Jean Amila, Albert Simonin oder Francis Ryck.
Parallel dazu gab es die Série blême („blasse Reihe“) mit weniger harten Krimis.